# Roy Hodgson
Pour les articles homonymes, voir Hodgson.
Roy Hodgson (né le 9 août 1947) est un joueur et entraîneur de football anglais.
Sa meilleure période est certainement l'époque où il a entraîné l'équipe nationale suisse, l'amenant à la Coupe du monde 1994 et à l'Euro 96 car c'était la première fois depuis les années 1960 que la Suisse participait à des tournois majeurs. Il a également entraîné Malmö FF, l'Inter Milan, Grasshopper Zurich, FC Copenhague, Fulham et Liverpool. Il a aussi été sélectionneur de la Finlande et de l'Angleterre.

## Biographie

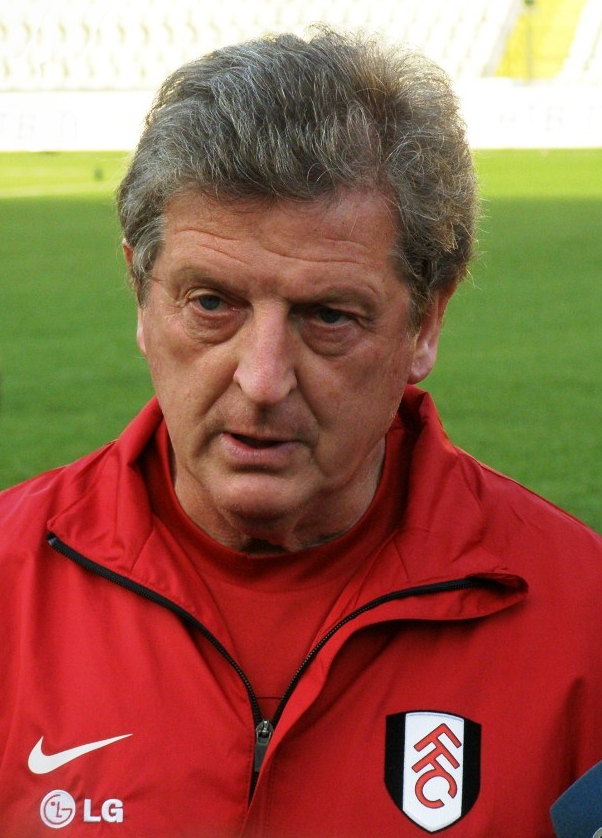
Hodgson avec Fulham (2009).

Hodgson est né à Croydon et a été formé au John Ruskin Grammar School. Il a été un joueur modeste, évoluant comme arrière latéral. Il n'a jamais pu percer en pro à Crystal Palace et évolue par la suite dans des petites clubs de la banlieue londonienne de cinquième et sixième division et à Berea Park, club sud-africain lors de la saison 1973-1974. Il termine finalement sa carrière au Carshalton Athletic, petit club où il tient également le rôle d'assistant manager.
A 29 ans, Hodgson commence une carrière d'entraîneur en Suède au Halmstads BK. Il reste cinq saisons dans ce club, remportant le Championnat à deux reprises, en 1976 et 1979. En 1980, il retourne dans son pays natal, à Bristol City, en tant qu'entraîneur adjoint puis manager général. Mais en 1983, Hodgson retourne en Suède pour prendre en main la destinée d'Örebro SK. Il n'y reste qu'un an et migre vers Malmö FF où il finit cinq fois en tête du classement, remportant deux fois le titre (à l'époque, le championnat suédois se jouait sur le modèle des play-offs), ainsi que deux Coupes de Suède. En 1990, il rejoint la Suisse et le club de Neuchâtel Xamax.
En 1992, Hodgson prend en charge l'équipe nationale suisse et l'emmène à la Coupe du monde 1994 (où la Nati atteint les 8e de finale) ainsi qu'à l'Euro 96 (élimination au premier tour). Dans le même temps, il signe un contrat pour le grand club italien de l'Inter Milan, où il travaille de 1995 à 1997, parvenant en finale de la Coupe UEFA 1996-1997 (battu par Schalke 04 ; 1-0 0-1 défaite aux tirs au but). Il quitte alors l'Italie pour l'Angleterre et les Blackburn Rovers. Avec ce club, il participe une nouvelle fois à la Coupe UEFA dès sa première saison mais est licencié lors de la deuxième pour mauvais résultats. En 1998, il est pressenti pour être le successeur de Berti Vogts à la tête de l'équipe d'Allemagne mais, finalement, la Deutscher Fussball-Bund choisi de garder un entraîneur allemand. En 1999, il entraîne de nouveau l'Inter Milan pendant quelques matchs avant de revenir sur le banc du Grasshoppers Zurich. 
En 2000, Hodgson est candidat au poste de sélectionneur de l'équipe d'Angleterre mais c'est finalement Sven-Göran Eriksson qui fut choisi. Il rejoint alors le Danemark pour entraîner le FC Copenhague qu'il mène au titre de champion à l'issue de la saison 2000-2001. Durant l'été et au bout d'un an seulement, il démissionne et part pour l'Italie où un contrat l'attend du côté d'Udinese. Il n'y reste pas longtemps et s'en va rapidement du côté des Émirats arabes unis afin de devenir le sélectionneur de l'équipe nationale. En mai 2004, il part pour la Norvège et le club de Viking Stavanger, qu'il qualifie pour la Coupe UEFA.
Le 15 août 2005, il s'entend avec la Fédération finlandaise pour devenir le sélectionneur de l'équipe de Finlande pour les éliminatoires de l'Euro 2008. Il prend son poste en janvier 2006.
Malgré une bonne campagne de qualification, où la Finlande bat son record de points (24), l'équipe ne se qualifiera pas pour la phase finale. Il refuse de prolonger son contrat, pour prendre un rôle d'ambassadeur de l'Inter de Milan le 30 novembre 2007 pour une courte période, puis il retourne en Angleterre pour aller entraîner l'équipe de Fulham FC. Il mène cette équipe à la finale de La Ligue Europa 2009-2010 (son équipe est défaite par l'Atlético de Madrid 2 à 1 après prolongations). Après cette finale perdue et une saison plutôt réussie, il décide de rejoindre le club de Liverpool FC le 1er juillet 2010.
À la tête des Reds, Hodgson doit relancer le club après une saison décevante (fini à la septième place) sous Rafael Benitez mais malgré l'achat de joueurs de qualités comme Milan Jovanović, Raul Meireles ou Joe Cole, la mayonnaise ne prend pas et le manager doit faire face à des relations difficiles avec certains joueurs.
Le 8 janvier 2011, Roy Hodgson décide de quitter le club de Liverpool. Arrivé en juillet 2010 sur le banc des Reds, Hodgson paye les mauvais résultats du LFC, qui pointait à la 12e place de la Premier League. Il est remplacé par une légende des Reds Kenny Dalglish.
Le 11 février, Roy Hodgson est nommé entraîneur de West Bromwich Albion à la place de Roberto Di Matteo. Il permet ainsi au club de la banlieue de Birmingham de terminer 11e de Premier League, puis 10e la saison suivante. Grâce à ces résultats, le club s'installe alors durablement en Premier League.
Le 1er mai 2012, Hodgson est nommé sélectionneur de l'équipe d'Angleterre de football par la FA (contrat de quatre ans jusqu'en juin 2016). Il a alors quelques opposants au sein de la fédération et du football anglais qui lui reprochent son parcours atypique et son manque de constance au haut niveau et lui préférait Harry Redknapp, favori du public et des joueurs de la sélection mais aux prises avec différentes affaires et scandales hors du terrain. Lors de l'Euro 2012, Roy Hodgson et les Three Lions termine en tête de leur groupe devant la France et la Suède, mais ils sont battus par l'Italie au penalties (4-2). L'Angleterre se qualifie pour la Coupe du monde 2014 au Brésil en terminant en tête de son groupe avec six victoires et quatre nuls mais lors de cette Coupe du monde, les Three Lions sont éliminés au premier tour dans un groupe difficile comprenant l'Italie et l'Uruguay. Malgré cet échec, Hodgson est confirmé dans ses fonctions par sa fédération avec comme objectif une qualification pour l'Euro 2016 en France qu'il réussit parfaitement en faisant de l'Angleterre le premier pays qualifié pour cette compétition avec dix victoires en autant de matchs. Cependant, le 27 juin 2016 sur la pelouse de l'Allianz Riviera à Nice, les Three Lions sont éliminés à la surprise générale au stade des huitièmes de finale par l'Islande, qui dispute là sa première compétition internationale, sur le score de 2 buts à 1. Lors de la conférence de presse d'après match, Hodgson annonce qu'il démissionne de son poste de sélectionneur.
Le 12 septembre 2017, Hodgson est nommé entraîneur de Crystal Palace.
Le 18 mai 2021, Roy Hodgson  a annoncé en conférence de presse, qu'il quitterait les Eagles à la fin de cet exercice 2020-2021. Un départ qui mettra un terme à sa carrière d'entraîneur. Roy Hodgson est passé par le banc de 14 clubs différents au cours des 45 dernières années, tels que l'Inter et l'Udinese en Italie ou encore Blackburn, Liverpool et West Bromwich en Angleterre. Il a également été sélectionneur de la Suisse, des Émirats arabes unis ainsi que des Three Lions. 
Le 25 janvier 2022, Roy Hodgson revient en Premier League en tant qu'entraîneur du Watford FC en remplacement de Claudio Ranieri revenant ainsi sur sa décision de prendre sa retraite. En mai 2022, il annonce néanmoins qu'il ne renouvellera pas avec le club de Londres et qui ne prendra plus la charge d'entraîneur en Premier League. Watford sera finalement relégué à la fin de la saison, terminant 19e avec 23 points.  
Le 21 mars 2023, le club de Crystal Palace annonce dans un communiqué nommer Roy Hodgson comme entraineur jusqu'à la fin de la saison 2022-2023 après le licenciement pour mauvais résultats de Patrick Vieira. Le club est alors classé 12e et n'a pas gagné de match depuis le début de l'année 2023. Le retour de Roy Hodgson au sein du club londonien après six mois sans entrainer est vivement critiqué par une partie des supporters qui s'inquiètent d'une régression dans le jeu liée à un écart générationnel trop important entre l'entraineur de 75 ans et son groupe. Roy Hodgson gagne cependant son premier match contre Leicester.

## Palmarès

### Club
| Halmstads BK - Champion de Suède (2) - Vainqueur en 1976 et 1979 | Örebro SK - Champion de Suède de de deuxième division (1) - Vainqueur en 1984 | Malmö FF - Champion de Suède (2) - Vainqueur en 1986 et 1988 - Coupe de Suède (2) - Vainqueur en 1986 et 1988 | Inter Milan - Coupe UEFA - Finaliste en 1997 | FC Copenhague - Champion du Danemark (1) - Vainqueur en 2001 | Fulham - Ligue Europa - Finaliste en 2010 |  |